# Jonathan Silver
Pour les articles homonymes, voir Silver.
 (avril 2025).
Jonathan (John) Silver (né en 1950) est le deuxième batteur du groupe britannique de rock progressif Genesis, de 1968 à 1969.

## Carrière
À l'été 1968, John SIlver remplace Chris Stewart à la batterie dans Genesis et apparaît sur la pochette du premier album du groupe, From Genesis to Revelation. Il quitte Genesis en août 1969, dans lequel il est remplacé par John Mayhew.
En 1973, Anthony Phillips, Mike Rutherford et Phil Collins, le premier ex membre et les deux autres membres de Genesis, enregistrent une chanson consacrée à Silver appelée Silver Song (la Chanson de Silver). Cet enregistrement et d'autres versions de la chanson sont inclus sur des albums de Phillips.
Silver apparaît également sur l'enregistrement de 1973 Fantomas Opening Theme qui apparaît sur le volume Archive Collection Volume II (en) de Phillips.